# Bernhard Britz

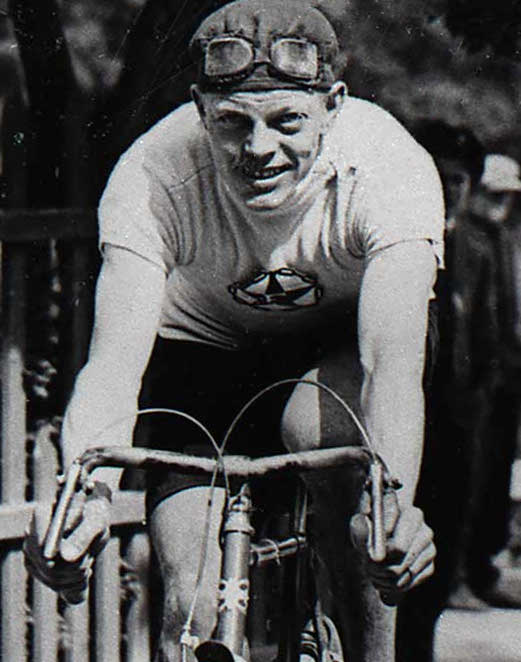
Bernhard Britz (1930)

Bernhard Rudolf Britz (* 27. März 1906 in Skänninge; † 31. Mai 1935 in Floda) war ein schwedischer Radrennfahrer und nationaler Meister im Radsport.
Zehnmal errang Bernhard Britz einen nationalen Radsport-Titel. Zweimal, 1930 und 1933, wurde er schwedischer Meister im Straßenrennen, achtmal im Einzelzeitfahren über verschiedene Distanzen (50 km bzw. 100 km). 1933 gewann er zudem das wichtigste schwedische Straßenrennen Rund um  Mälaren (Mälaren Runt). 1932 startete Britz bei den Olympischen Spielen in Los Angeles und errang jeweils Bronze im olympischen Straßenrennen sowie in der Mannschaftswertung mit Arne Berg und Sven Höglund. 1933 siegte er im Skandisloppet, dem ältesten schwedischen Eintagesrennen.
Er startete für den Verein IFK Enskede in Stockholm.
1935 verunglückte Bernhard Britz tödlich bei einem Radrennen, als er mit einem Lastwagen zusammenstieß.